# Wrzosówka (potok)
Wrzosówka (niem. Schneegruben Wasser, Tiefe Graben, Heide Wasser) – potok, prawy dopływ Kamiennej o długości 14,2 km.

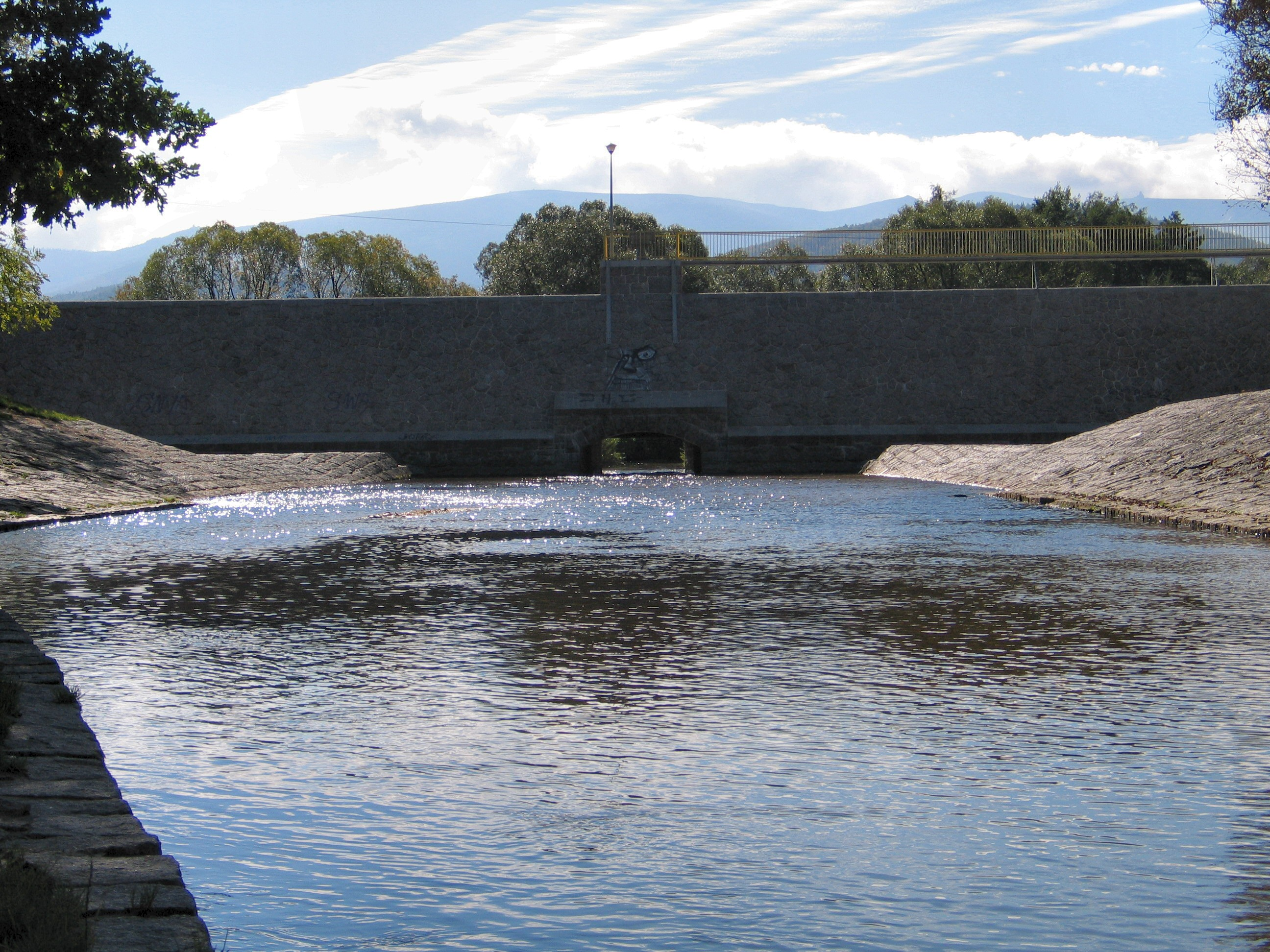
Wrzosówka – wał przeciwpowodziowy na granicy Parku Norweskiego w Cieplicach Śląskich-Zdroju

Potok płynie w Sudetach Zachodnich. Wypływa w Karkonoszach w rejonie Czarnego Kotła, na wysokości 1228 m n.p.m. Płynie na północny wschód. Przepływa przez Jagniątków i Sobieszów, gdzie wpływa na obszar Kotliny Jeleniogórskiej, po czym skręca na wschód. W Cieplicach skręca ponownie na północny wschód i uchodzi do Kamiennej. W górnym biegu jest to typowo górski potok o dużym spadku. Tuż powyżej Jagniątkowa płynie przez skalisty wąwóz zwany Uroczyskiem. Powierzchnia zlewni w obrębie Karkonoszy (powyżej Jagniątkowa) wynosi 93,2 km². W dolnym biegu, na obszarze Kotliny Jeleniogórskiej spadek jest niewielki. W dolnym odcinku koryto potoku zostało w znacznym stopniu uregulowane, a brzegi posiadają murowane umocnienia. Na granicy Parku Norweskiego w Cieplicach Wrzosówka przepływa pod kamienną śluzą wałów przeciwpowodziowych.
Płynie po granicie i jego zwietrzelinie, a na obszarze Kotliny Jeleniogórskiej po osadach czwartorzędowych. Górna część zlewni Wrzosówki porośnięta jest górnoreglowymi lasami świerkowymi, niżej lasami dolnoreglowymi. Od Sobieszowa płynie przez obszary zurbanizowane, pola i łąki. Dopływami Wrzosówki są: Podgórna, Polski Potok, Sopot i Brocz.

## Nazwy historyczne
- Schneegruben Wasser
- Tiefe Graben
- Heide Wasser
- Śnieżny Potok
- Śnieżnica
- Wrzosówka.